# Arik-Brauer-Haus

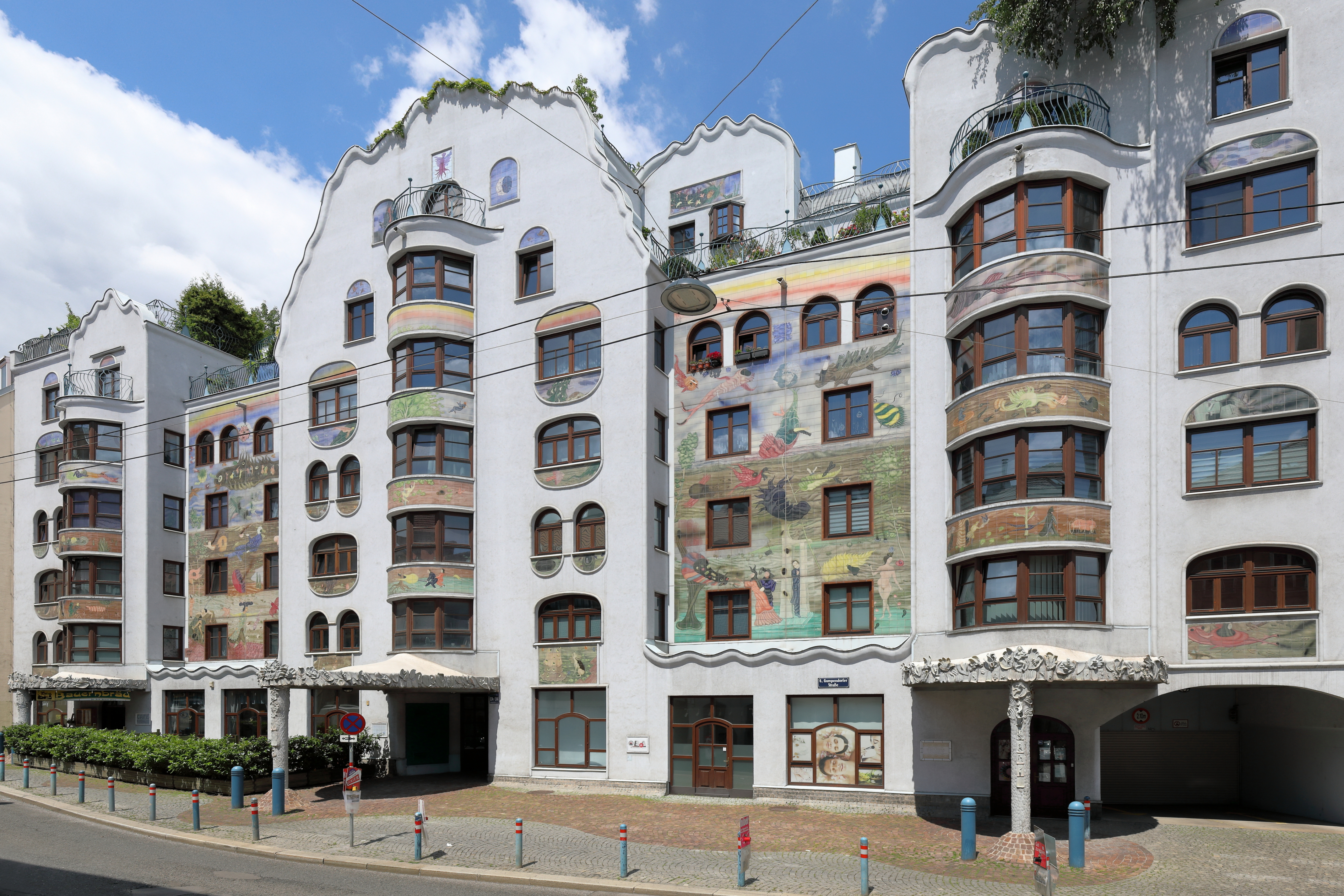
Maison Arik Brauer

Pour les articles homonymes, voir Arik Brauer et Brauer.
L'Arik-Brauer-Haus (également : Brauer-Haus) est un immeuble résidentiel de Vienne construit de 1991 à 1994 dans le quartier de Mariahilf sur Gumpendorfer Straße. La conception artistique dans le style du réalisme fantastique a été réalisée par Arik Brauer, l'architecte exécutif était Peter Pelikan. 

## Historique et construction
En 1991, Arik Brauer a été chargé de concevoir de manière artistique un nouveau bâtiment résidentiel qui sera construit par l'association de logement à but non lucratif GESIBA dans la Gumpendorfer Strasse. En collaboration avec l'architecte Peter Pelikan, qui avait déjà travaillé sur plusieurs projets de maisons Friedensreich Hundertwasser, Brauer a conçu le bâtiment de six étages. La construction a commencé le 31 octobre 1991, et après plus de deux ans de construction, la maison, du nom de son créateur Arik-Brauer-Haus, a été inaugurée le 22 avril 1994 par le maire de Vienne, Helmut Zilk. 
La maison comprend 33 unités résidentielles (appartements locatifs subventionnés) et trois locaux commerciaux, qui sont actuellement utilisés par un restaurant et un salon canin, entre autres. Le style d'Arik Brauer peut également être partiellement reconnu dans le restaurant. Par exemple, le bar du café relié à la brasserie a été conçu par l'artiste et nommé «Café Musenkuss» par l'artiste. Les coûts de construction s'élevaient à environ 5,1 millions d'euros, dont près de 2 millions d'euros, soit plus d'un tiers du total, étaient pris en charge par les deniers publics sur les fonds des subventions au logement et à l'art de Vienne. 

## Disposition
La conception artistique de la maison par Arik Brauer va de la façade extérieure à la cour intérieure et des escaliers aux unités résidentielles individuelles et au restaurant. La façade de la rue de Gumpendorfer Straße montre deux images, qui sont composées de nombreux carreaux et un total d'environ 150 m² sont peints. Selon l'artiste, la fresque représente la lutte pour l'harmonie. Dans la zone d'entrée, il y a une peinture au plafond et deux aquariums, les couloirs et les escaliers ont également été conçus de manière artistique. Les lucarnes des portes des appartements sont peintes, les salles de bains ont été décorées avec des tableaux carrelés, à la demande des locataires. 

Étant donné que la maison est située dans la partie densément bâtie du quartier Mariahilfer de Gumpendorf et qu'il n'y a pas de grands parcs ou espaces verts similaires dans les environs immédiats, l'accent a été mis sur la Vie verte. Les appartements du dernier étage ont des jardins sur le toit, les couloirs des étages individuels ont été conçus avec des plantes vertes et dans la cour intérieure il y a des espaces verts, un petit biotope et une fontaine. 

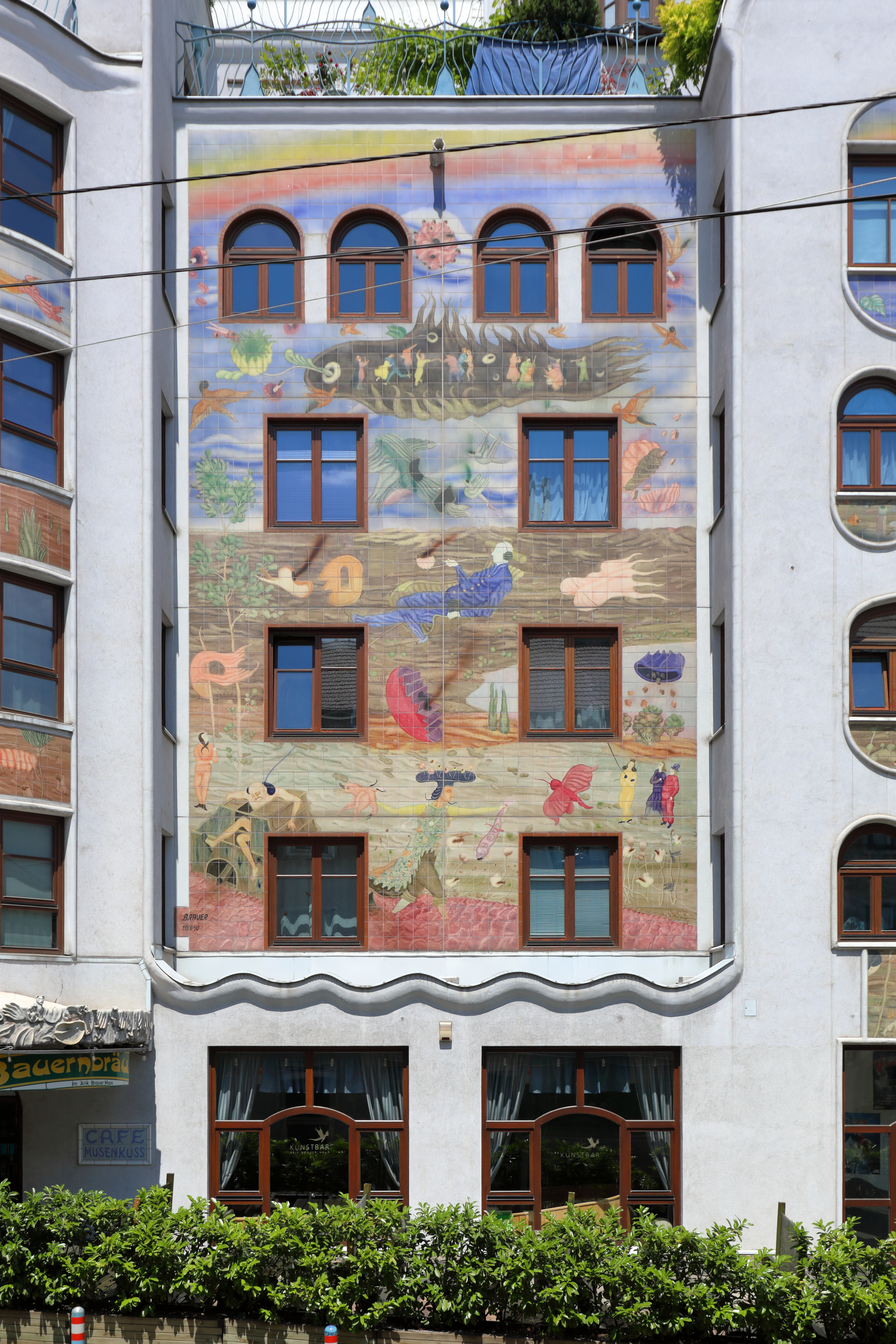
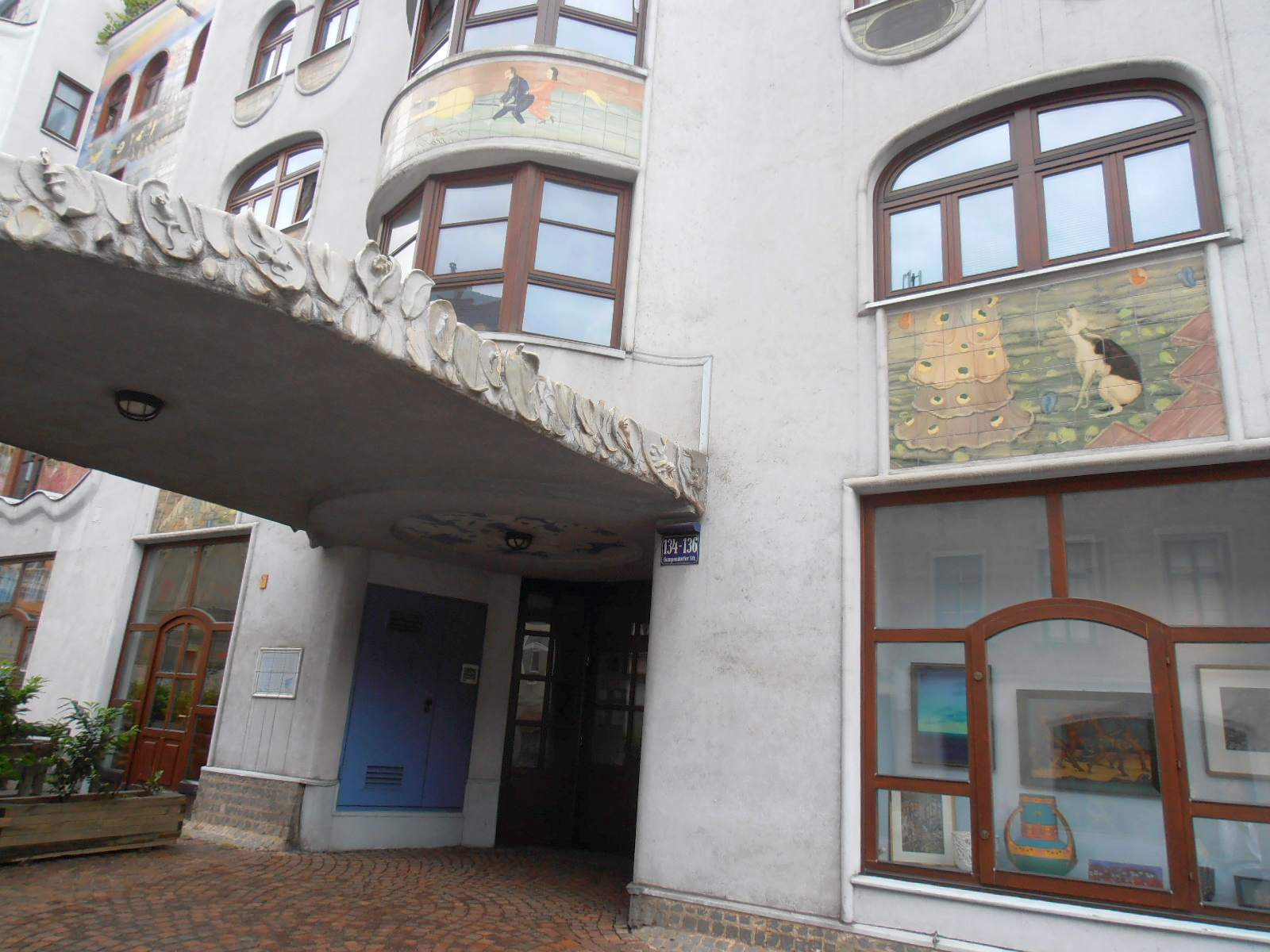

## Liens web
- L'Arik-Brauer-Haus sur le site de l'artiste
- Ouverture de la "Arik Brauer Hauses" . Rapport d'archives de la correspondance de la mairie du 22 avril 1994.

## Source de traduction
- (de) Cet article est partiellement ou en totalité issu de l’article de Wikipédia en allemand intitulé « Arik-Brauer-Haus » (voir la liste des auteurs).